# Grand Prix automobile d'Europe 2010
GP précédent GP suivant
Le Grand Prix automobile d'Europe 2010 (2010 Formula 1 Telefónica Grand Prix of Europe), disputé sur le Circuit urbain de Valence le 27 juin 2010, est la vingtième édition du Grand Prix, la 829e épreuve du championnat du monde de Formule 1 courue depuis 1950 et la neuvième manche du championnat 2010.

## Essais libres

### Vendredi matin
| Pos. | Pilote           | Voiture          | Chrono         | Écart     |
| ---- | ---------------- | ---------------- | -------------- | --------- |
| 1    | Nico Rosberg     | Mercedes         | 1 min 41 s 175 |           |
| 2    | Lewis Hamilton   | McLaren-Mercedes | 1 min 41 s 339 | + 0 s 164 |
| 3    | Jenson Button    | McLaren-Mercedes | 1 min 41 s 383 | + 0 s 208 |
| 4    | Robert Kubica    | Renault          | 1 min 41 s 715 | + 0 s 540 |
| 5    | Felipe Massa     | Ferrari          | 1 min 42 s 182 | + 1 s 007 |
| 6    | Sebastian Vettel | Red Bull-Renault | 1 min 42 s 216 | + 1 s 041 |

- Note : Christian Klien, pilote essayeur chez HRT, a remplacé Karun Chandhok lors de cette séance d'essais.

### Vendredi après-midi

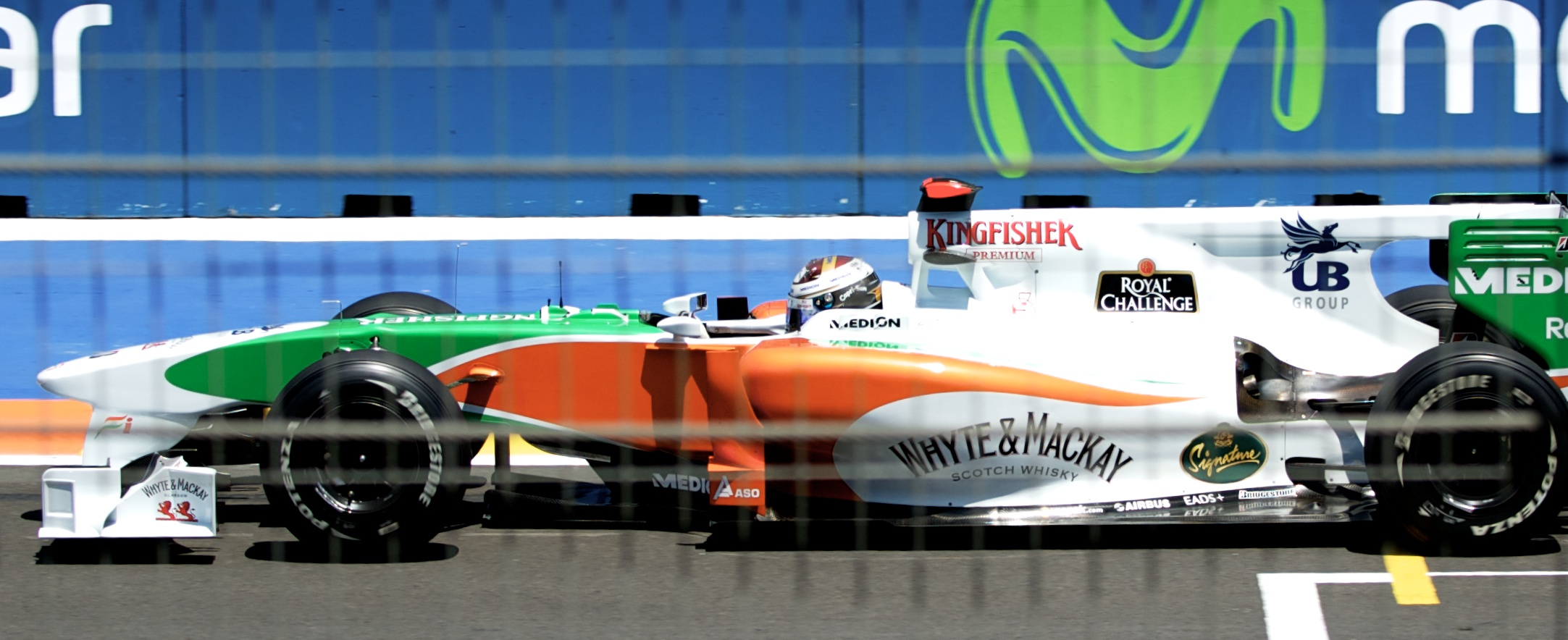
Adrian Sutil lors du GP d'Europe 2010

| Pos. | Pilote           | Voiture          | Chrono         | Écart     |
| ---- | ---------------- | ---------------- | -------------- | --------- |
| 1    | Fernando Alonso  | Ferrari          | 1 min 39 s 283 |           |
| 2    | Sebastian Vettel | Red Bull-Renault | 1 min 39 s 339 | + 0 s 056 |
| 3    | Mark Webber      | Red Bull-Renault | 1 min 39 s 427 | + 0 s 144 |
| 4    | Nico Rosberg     | Mercedes         | 1 min 39 s 650 | + 0 s 367 |
| 5    | Lewis Hamilton   | McLaren-Mercedes | 1 min 39 s 749 | + 0 s 466 |
| 6    | Robert Kubica    | Renault          | 1 min 39 s 880 | + 0 s 597 |

### Samedi matin

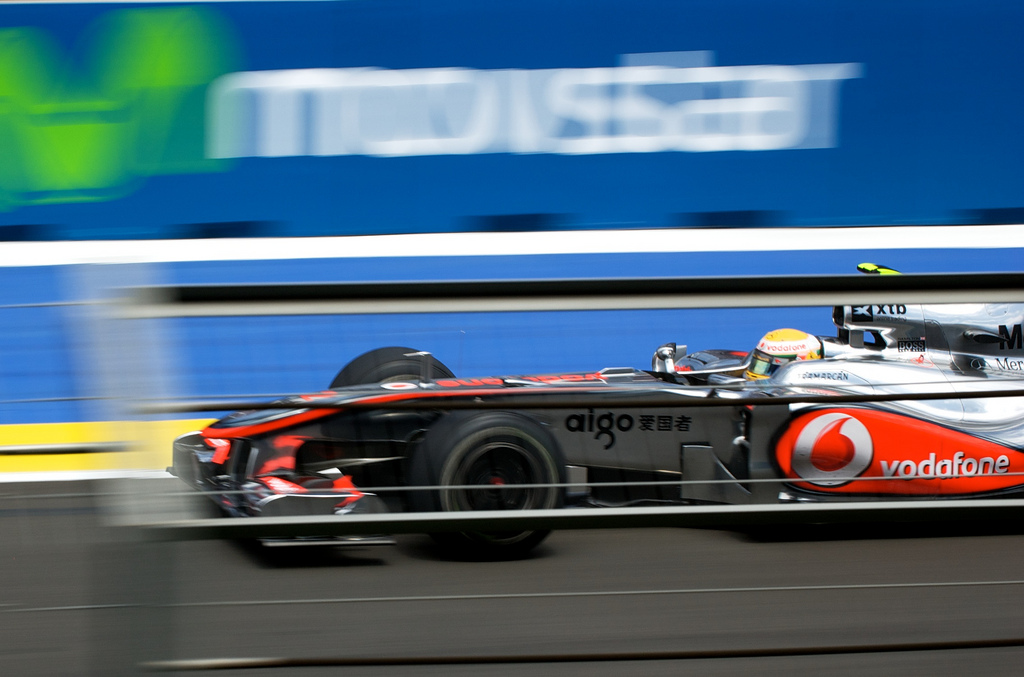
Lewis Hamilton lors du GP d'Europe 2010

| Pos. | Pilote            | Voiture              | Chrono         | Écart     |
| ---- | ----------------- | -------------------- | -------------- | --------- |
| 1    | Sebastian Vettel  | Red Bull-Renault     | 1 min 38 s 052 |           |
| 2    | Robert Kubica     | Renault              | 1 min 38 s 154 | + 0 s 102 |
| 3    | Mark Webber       | Red Bull-Renault     | 1 min 38 s 313 | + 0 s 261 |
| 4    | Adrian Sutil      | Force India-Mercedes | 1 min 38 s 500 | + 0 s 448 |
| 5    | Fernando Alonso   | Ferrari              | 1 min 38 s 513 | + 0 s 461 |
| 6    | Rubens Barichello | Williams-Cosworth    | 1 min 38 s 623 | + 0 s 571 |

## Grille de départ

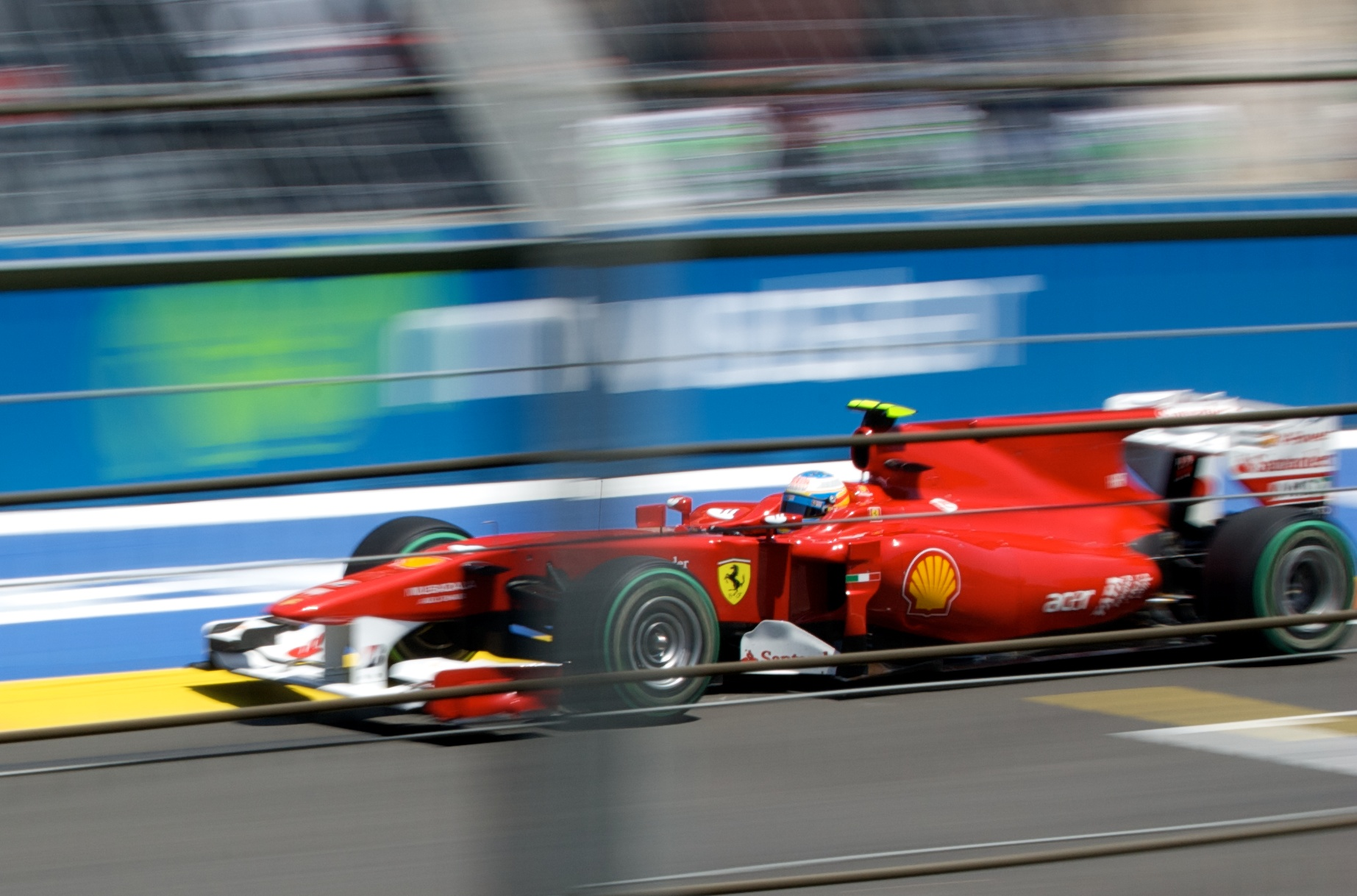
Fernando Alonso lors du GP d'Europe 2010

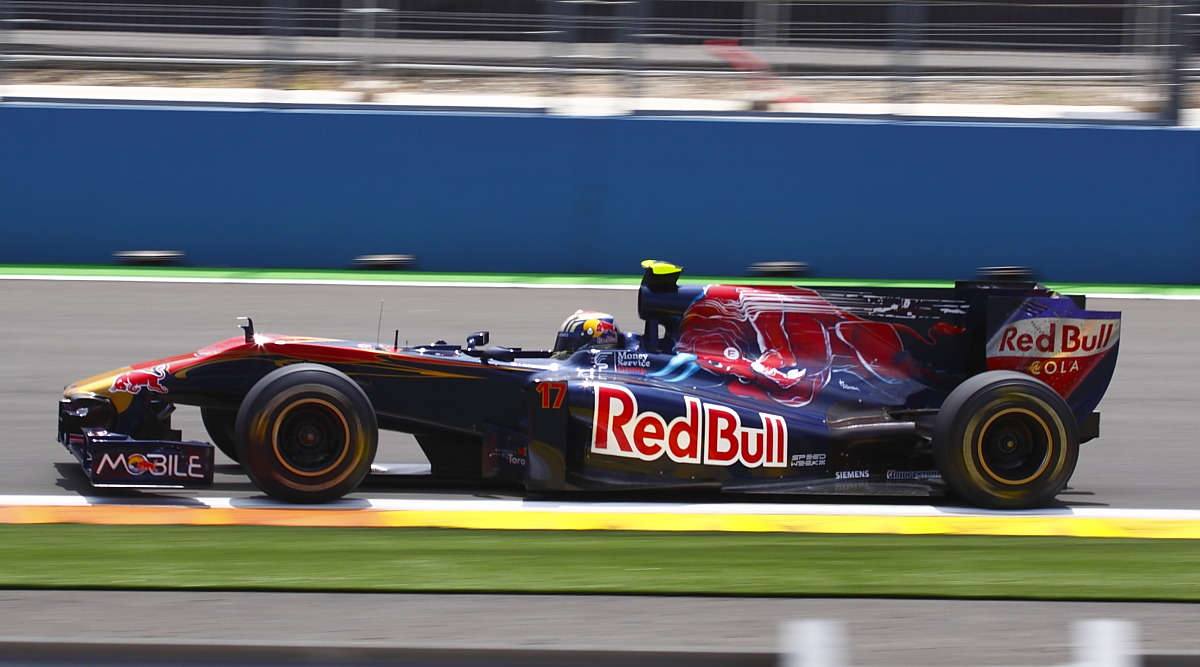
Jaime Alguersuari au GP d'Europe 2010

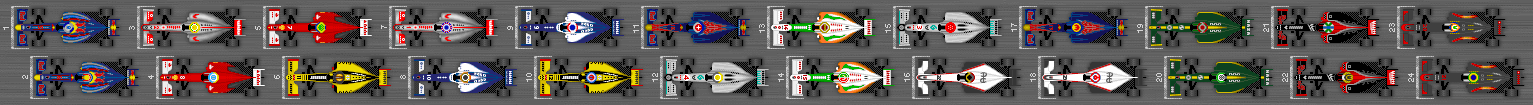
La grille de qualification du Grand Prix.

| Pos. | Pilote             | Écurie               | Qualifications 1 | Qualifications 2 | Qualifications 3 |
| ---- | ------------------ | -------------------- | ---------------- | ---------------- | ---------------- |
| 1    | Sebastian Vettel   | Red Bull-Renault     | 1 min 38 s 324   | 1 min 38 s 015   | 1 min 37 s 587   |
| 2    | Mark Webber        | Red Bull-Renault     | 1 min 38 s 549   | 1 min 38 s 041   | 1 min 37 s 662   |
| 3    | Lewis Hamilton     | McLaren-Mercedes     | 1 min 38 s 697   | 1 min 38 s 158   | 1 min 37 s 969   |
| 4    | Fernando Alonso    | Ferrari              | 1 min 38 s 472   | 1 min 38 s 179   | 1 min 38 s 075   |
| 5    | Felipe Massa       | Ferrari              | 1 min 38 s 657   | 1 min 38 s 046   | 1 min 38 s 127   |
| 6    | Robert Kubica      | Renault              | 1 min 38 s 132   | 1 min 38 s 062   | 1 min 38 s 137   |
| 7    | Jenson Button      | McLaren-Mercedes     | 1 min 38 s 360   | 1 min 38 s 399   | 1 min 38 s 210   |
| 8    | Nico Hülkenberg    | Williams-Cosworth    | 1 min 38 s 843   | 1 min 38 s 523   | 1 min 38 s 428   |
| 9    | Rubens Barrichello | Williams-Cosworth    | 1 min 38 s 449   | 1 min 38 s 326   | 1 min 38 s 428   |
| 10   | Vitaly Petrov      | Renault              | 1 min 39 s 004   | 1 min 38 s 552   | 1 min 38 s 523   |
| 11   | Sébastien Buemi    | Toro Rosso-Ferrari   | 1 min 39 s 096   | 1 min 38 s 586   |                  |
| 12   | Nico Rosberg       | Mercedes             | 1 min 38 s 752   | 1 min 38 s 627   |                  |
| 13   | Adrian Sutil       | Force India-Mercedes | 1 min 39 s 021   | 1 min 38 s 851   |                  |
| 14   | Vitantonio Liuzzi  | Force India-Mercedes | 1 min 38 s 969   | 1 min 38 s 884   |                  |
| 15   | Michael Schumacher | Mercedes             | 1 min 38 s 994   | 1 min 39 s 234   |                  |
| 16   | Pedro de la Rosa   | BMW Sauber-Ferrari   | 1 min 39 s 003   | 1 min 39 s 264   |                  |
| 17   | Jaime Alguersuari  | Toro Rosso-Ferrari   | 1 min 39 s 128   | 1 min 39 s 548   |                  |
| 18   | Kamui Kobayashi    | BMW Sauber-Ferrari   | 1 min 39 s 343   |                  |                  |
| 19   | Jarno Trulli       | Lotus-Cosworth       | 1 min 40 s 658   |                  |                  |
| 20   | Heikki Kovalainen  | Lotus-Cosworth       | 1 min 40 s 882   |                  |                  |
| 21   | Lucas di Grassi    | Virgin-Cosworth      | 1 min 42 s 086   |                  |                  |
| 22   | Timo Glock         | Virgin-Cosworth      | 1 min 42 s 140   |                  |                  |
| 23   | Karun Chandhok     | HRT-Cosworth         | 1 min 42 s 600   |                  |                  |
| 24   | Bruno Senna        | HRT-Cosworth         | 1 min 42 s 851   |                  |                  |

## Course

### Déroulement de l'épreuve

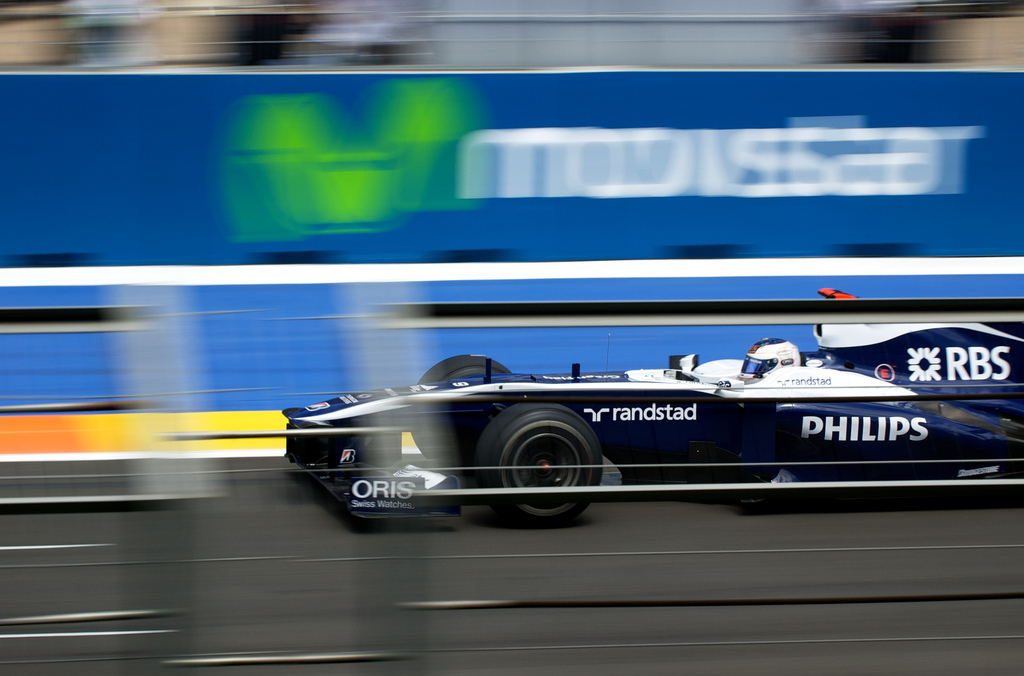
Rubens Barrichello lors du GP d'Europe 2010

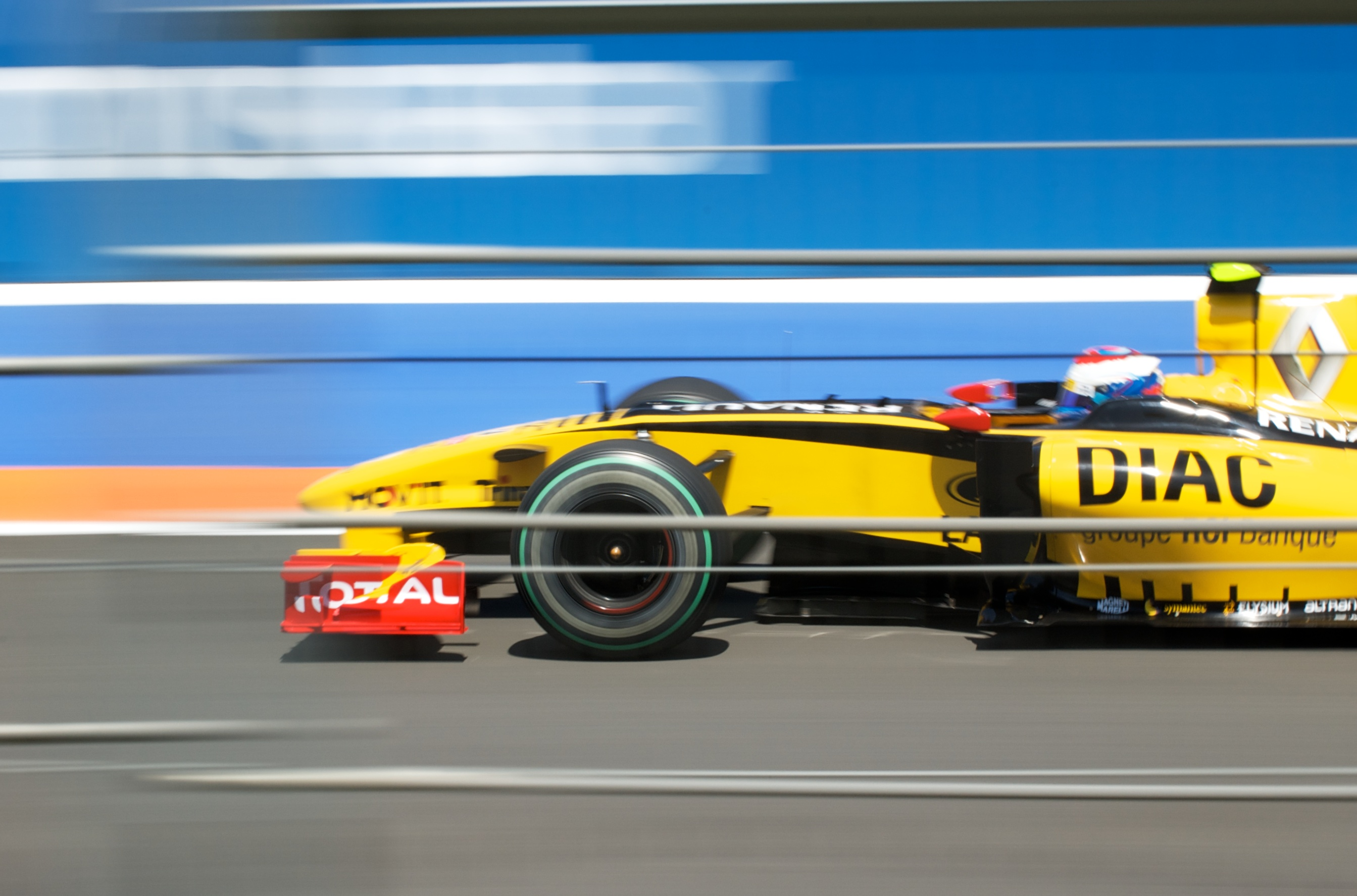
Vitaly Petrov lors du GP d'Europe 2010

Les 24 pilotes se présentent tous sur la ligne de départ, les Red Bull de Sebastian Vettel et Mark Webber monopolisant la première ligne. La température de l’air dépasse les 26 °C et celle de la piste les 46 °C. A l’extinction des feux, Vettel prend un bon départ alors que son coéquipier, sur la partie sale de la piste, est dépassé par Lewis Hamilton et Fernando Alonso. Hamilton et Vettel se touchent légèrement dans le deuxième virage mais Vettel garde l’avantage. Webber dégringole au classement et, à l’issue du premier tour, Vettel devance Hamilton, Alonso, Felipe Massa, Robert Kubica, Jenson Button, Rubens Barrichello, Nico Hülkenberg, Webber, Sébastien Buemi, Michael Schumacher et Adrian Sutil. Trulli passe par son stand pour changer son aileron avant.
Au quatrième tour, Vettel précède Hamilton de 3 secondes, Alonso de 5 s, Massa de 6 s, Kubica de 7 s, Button de 9 s, Barrichello de 10 s, Hülkenberg de 11 s et Webber de 11 s 5. Webber est le premier à changer de pneus au 7e tour ; il reprend la piste en 18e position et, profitant d’une piste claire, rattrape rapidement Heikki Kovalainen. Il le percute à l’arrière en tentant de le doubler, effectue un demi-looping avant de retomber sur l’arceau de sécurité, puis part en un demi-tonneau pour s’encastrer dans un mur de pneus. Bien que les deux monoplaces soient détruites, les deux pilotes s’en sortent sans dommage physique.
Alors que la voiture de sécurité entre en action, Kubica, Button, Barrichello, Buemi, Sutil, Hülkenberg, Pedro de la Rosa, Vitaly Petrov, Vitantonio Liuzzi et Karun Chandhok rentrent immédiatement changer de pneus, imités dès le tour suivant par Vettel, Hamilton, Alonso, Massa et Jaime Alguersuari, Schumacher rentrant au 11e tour puis à nouveau au 13e tour pour remettre des pneus durs après seulement deux boucles en tendres. 
Le classement derrière la voiture de sécurité est Vettel devant Hamilton, Kamui Kobayashi, Button, Barrichello, Kubica, Buemi, Sutil, Hülkenberg, Alonso, de la Rosa, Petrov, Rosberg, Liuzzi, Lucas di Grassi, Timo Glock, Massa, Alguersuari, Schumacher, Chandhok, Bruno Senna et Trulli. La course est relancée au 14e tour et le grand perdant de cette neutralisation est la Scuderia Ferrari puisqu’Alonso se retrouve 10e et Massa 17e tandis que Kobayashi, qui ne s’est pas arrêté, occupe la troisième place.
A la relance, Vettel fait un énorme travers dans le premier virage mais garde l’avantage sur Hamilton. Au 18e tour, il devance toujours Hamilton à 1 s, Kobayashi à 8 s, Button à 9 s, Barrichello à 10 s, Kubica à 10 s 5, Buemi à 11 s 5, Sutil à 12 s, Alonso à 13 s et Hülkenberg à 13 s 5. 
Au 20e tour, la direction de course sanctionne Hamilton d’un drive-through pour avoir dépassé la voiture de sécurité alors qu'elle entrait en piste à la suite de l‘accident de Webber. Il purge sa pénalité au 27e passage et conserve sa deuxième place devant Kobayashi
Au 29e tour Vettel précède Hamilton de 14 s, Kobayashi de 16 s, Button de 18 s, Barrichello de 21 s, Kubica de 22 s, Buemi de 25 s, Sutil de 25 s 5, Alonso de 26 s 5 et Hülkenberg de 28 s. Kobayashi est le seul pilote du top 10 qui doit encore changer obligatoirement de pneus avant l’arrivée. Schumacher s’arrête une troisième fois changer de pneus alors que Glock et Senna sont en pleine lutte : si Hamilton hésite à leur prendre un tour, Kobayashi et Button ont encore plus de mal car Glock et Senna s’accrochent juste devant eux et doivent rejoindre leur stand pour réparer leurs monoplaces.
En tête de la course, Vettel dispose désormais d’une avance de 11 s sur Hamilton au 40e passage Kobayashi étant à 17 s et Button à 18 s 5. Au 43e tour, la direction de course informe que Button, Barrichello, Hülkenberg, Kubica, Petrov, Sutil, Liuzzi, Buemi et de la Rosa sont sous investigation pour leur comportement derrière la voiture de sécurité. Hülkenberg ne sera pas sanctionné car il abandonne au 50e alors qu’il était dixième, ce qui permet à Pedro de la Rosa d’entrer dans les points.
Kobayashi, toujours troisième, rentre au 53e tour pour changer de pneus et reprend la piste en 9e position dans le sillage de Fernando Alonso. Le Japonais le dépasse à deux tours de l’arrivée et fait de même sur Buemi dans le dernier virage.
Sebastian Vettel remporte la victoire, Hamilton termine à la deuxième place devant Button, Barrichello, Kubica, Sutil, Kobayashi, Buemi, Alonso et de la Rosa. Ce classement n’est pourtant pas définitif et sera modifié car les pilotes sous investigation écopent tous de 5 secondes de pénalité : Alonso est finalement reclassé huitième, Buemi neuvième et Nico Rosberg dixième, au détriment de Pedro de la Rosa éjecté de la zone des points.

### Classement de la course
| Pos. | no | Pilote             | Écurie               | Tours | Temps/Abandon                      | Grille | Points |
| ---- | -- | ------------------ | -------------------- | ----- | ---------------------------------- | ------ | ------ |
| 1    | 5  | Sebastian Vettel   | Red Bull-Renault     | 57    | 1 h 40 min 29 s 571 (184,421 km/h) | 1      | 25     |
| 2    | 2  | Lewis Hamilton     | McLaren-Mercedes     | 57    | + 5 s 042                          | 3      | 18     |
| 3    | 1  | Jenson Button      | McLaren-Mercedes     | 57    | + 12 s 658                         | 7      | 15     |
| 4    | 9  | Rubens Barrichello | Williams-Cosworth    | 57    | + 25 s 627                         | 9      | 12     |
| 5    | 11 | Robert Kubica      | Renault              | 57    | + 27 s 122                         | 6      | 10     |
| 6    | 14 | Adrian Sutil       | Force India-Mercedes | 57    | + 30 s 168                         | 13     | 8      |
| 7    | 23 | Kamui Kobayashi    | BMW Sauber-Ferrari   | 57    | + 30 s 965                         | 18     | 6      |
| 8    | 8  | Fernando Alonso    | Ferrari              | 57    | + 32 s 809                         | 4      | 4      |
| 9    | 16 | Sébastien Buemi    | Toro Rosso-Ferrari   | 57    | + 36 s 299                         | 11     | 2      |
| 10   | 4  | Nico Rosberg       | Mercedes             | 57    | + 44 s 283                         | 12     | 1      |
| 11   | 7  | Felipe Massa       | Ferrari              | 57    | + 46 s 621                         | 5      |        |
| 12   | 22 | Pedro de la Rosa   | BMW Sauber-Ferrari   | 57    | + 47 s 414                         | 16     |        |
| 13   | 17 | Jaime Alguersuari  | Toro Rosso-Ferrari   | 57    | + 48 s 239                         | 17     |        |
| 14   | 12 | Vitaly Petrov      | Renault              | 57    | + 48 s 287                         | 10     |        |
| 15   | 3  | Michael Schumacher | Mercedes             | 57    | + 48 s 826                         | 15     |        |
| 16   | 15 | Vitantonio Liuzzi  | Force India-Mercedes | 57    | + 45 s 890                         | 14     |        |
| 17   | 25 | Lucas di Grassi    | Virgin-Cosworth      | 56    | + 1 tour                           | 21     |        |
| 18   | 20 | Karun Chandhok     | HRT-Cosworth         | 55    | + 2 tours                          | 23     |        |
| 19   | 18 | Timo Glock         | Virgin-Cosworth      | 55    | + 2 tours                          | 22     |        |
| 20   | 21 | Bruno Senna        | HRT-Cosworth         | 55    | + 2 tours                          | 24     |        |
| 21   | 18 | Jarno Trulli       | Lotus-Cosworth       | 53    | + 4 tours                          | 19     |        |
| Abd. | 10 | Nico Hülkenberg    | Williams-Cosworth    | 51    | Crevaison                          | 8      |        |
| Abd. | 19 | Heikki Kovalainen  | Lotus-Cosworth       | 10    | Accrochage avec Mark Webber        | 20     |        |
| Abd. | 6  | Mark Webber        | Red Bull-Renault     | 10    | Accrochage avec Heikki Kovalainen  | 2      |        |

### Pole position et record du tour
- Pole position :  Sebastian Vettel (Red Bull-Renault) en 1 min 37 s 587 (199,908 km/h).
- Meilleur tour en course :  Jenson Button (McLaren-Mercedes) en 1 min 38 s 766 (197,521 km/h) au cinquante-quatrième tour.

### Tours en tête
- Sebastian Vettel (Red Bull-Renault) : 57 tours (1-57)

## Classements généraux à l'issue de la course
| Pos. | Pilote             | Écurie               | Points |
| ---- | ------------------ | -------------------- | ------ |
| 1    | Lewis Hamilton     | McLaren-Mercedes     | 127    |
| 2    | Jenson Button      | McLaren-Mercedes     | 121    |
| 3    | Sebastian Vettel   | Red Bull-Renault     | 115    |
| 4    | Mark Webber        | Red Bull-Renault     | 103    |
| 5    | Fernando Alonso    | Ferrari              | 98     |
| 6    | Robert Kubica      | Renault              | 83     |
| 7    | Nico Rosberg       | Mercedes             | 75     |
| 8    | Felipe Massa       | Ferrari              | 67     |
| 9    | Michael Schumacher | Mercedes             | 34     |
| 10   | Adrian Sutil       | Force India-Mercedes | 31     |
| 11   | Rubens Barrichello | Williams-Cosworth    | 19     |
| 12   | Vitantonio Liuzzi  | Force India-Mercedes | 12     |
| 13   | Kamui Kobayashi    | BMW Sauber-Ferrari   | 7      |
| 14   | Sébastien Buemi    | Toro Rosso-Ferrari   | 7      |
| 15   | Vitaly Petrov      | Renault              | 6      |
| 16   | Jaime Alguersuari  | Toro Rosso-Ferrari   | 3      |
| 17   | Nico Hülkenberg    | Williams-Cosworth    | 1      |

| Pos. | Écurie               | Points |
| ---- | -------------------- | ------ |
| 1    | McLaren-Mercedes     | 248    |
| 2    | Red Bull-Renault     | 218    |
| 3    | Ferrari              | 165    |
| 4    | Mercedes             | 109    |
| 5    | Renault              | 89     |
| 6    | Force India-Mercedes | 43     |
| 7    | Williams-Cosworth    | 20     |
| 8    | Toro Rosso-Ferrari   | 10     |
| 9    | BMW Sauber-Ferrari   | 7      |

## Statistiques
- 9e pole position de sa carrière pour Sebastian Vettel.
- 7e victoire de sa carrière pour Sebastian Vettel.
- 2e Grand Prix mené de bout en bout pour Sebastian Vettel.
- 10e victoire pour Red Bull Racing en tant que constructeur.
- 125e victoire pour Renault en tant que motoriste.
- Heinz-Harald Frentzen (156 départs en Grands Prix de Formule 1, 3 victoires, 18 podiums, 2 pole positions et 174 points inscrits) a été nommé conseiller par la FIA pour aider dans leurs jugements le groupe des commissaires de course lors de ce Grand Prix.
- Les commissaires de la FIA ont imposé une pénalité de cinq secondes ajoutées sur le temps de course aux neuf pilotes qui n’ont pas respecté le temps imposé sous le régime de la voiture de sécurité : ces voitures étaient allées plus vite que le temps affiché sur leurs volants. Jenson Button, Rubens Barrichello, Nico Hülkenberg, Robert Kubica, Adrian Sutil, Sébastien Buemi, Pedro de la Rosa, Vitaly Petrov et Vitantonio Liuzzi voient chacun leur temps de course augmenté de cinq secondes. Dans le top 10, Fernando Alonso passer de la 9e à la 8e place alors que Pedro de la Rosa perd son premier point de la saison au profit de Nico Rosberg.
- Les commissaires ont infligé une pénalité de 20 secondes à Timo Glock qui n’a pas respecté les drapeaux bleus lors d’une phase de la course. Il passe de la 18e à la 19e place au bénéfice de Karun Chandhok.